# Ред Девил (Аљаска)
Ред Девил (енгл. Red Devil) насељено је место без административног статуса у америчкој савезној држави Аљаска.

## Демографија
По попису из 2010. године број становника је 23, што је 25 (-52,1%) становника мање него 2000. године.
| Група             | 2000.      | 2010.     |
| Белци             | 16 (33,3%) | 4 (17,4%) |
| Афроамериканци    | 0 (0,0%)   | 0 (0,0%)  |
| Азијати           | 0 (0,0%)   | 0 (0,0%)  |
| Хиспаноамериканци | 7 (14,6%)  | 0 (0,0%)  |
| Укупно            | 48         | 23        |